# Bathyplectes carinatus
Bathyplectes carinatus là một loài tò vò trong họ Ichneumonidae.